# Lương Nội
Lương Nội là một xã thuộc huyện Bá Thước, tỉnh Thanh Hóa, Việt Nam.
Xã có diện tích 58,35 km², dân số năm 2019 là 5390 người, mật độ dân số đạt 71 người/km².

## Đơn vị hành chính
Toàn xã gồm có 9 thôn, bao gồm: Thôn Ry, Thôn Đòn, Thôn Ben, Thôn Ấm, Thôn Đầm, Thôn Trần, Thôn Chông, Thôn Són và Thôn Khai.
Trong đó thôn Đòn là trung tâm của xã, ngoài ra còn có thôn Ben cũng nhộn nhịp và sầm uất. Các cơ quan hành chính, cơ sở giáo dục, và một số cơ quan khác đều nằm ở hai thôn này.

## Các đơn vị cơ quan trong xã
| Cụm đơn vị                           | Tên đơn vị                   | Địa chỉ                           | Ghi chú    |
| ------------------------------------ | ---------------------------- | --------------------------------- | ---------- |
| Đơn vị hành chính                    | UBND xã Lương Nội            |                                   |            |
| Cơ quan giáo dục                     | Trường Mầm non xã Lương Nội  | Thôn Đòn                          |            |
| Cơ quan giáo dục                     | Trương Tiểu học xã Lương Nội | Đặc Khu Hành Chính Tỉnh Lương Nội |            |
| Cơ quan giáo dục                     | Trường THCS xã Lương Nội     | Thôn Đòn                          |            |
| Cơ quan giáo dục                     | Trường Tiểu học Xã Lương Nội | Thôn Ấm                           | Khu lẻ     |
| Cơ sở Y tế                           | Trạm y tế xã Lương Nội       | Thôn Đòn                          | Địa chỉ cũ |
| Cơ sở Y tế                           | Trạm y tế xã Lương Nội       | Thôn Ben                          | Cơ sở mới  |
| Bưu chính viễn thông                 | Bưu cục xã Lương Nội         | Thôn Đòn                          | VNpost     |
| Bưu chính viễn thông                 | Trạm viễn thông xã Lương Nội | Thôn Đòn                          |            |
| Cơ quan văn hóa, khu tổ chức sự kiện | Nhà văn hóa xã Lương Nội     | Thôn Đòn                          |            |
| Cơ quan văn hóa, khu tổ chức sự kiện | Sân vận động thôn Ben        | Thôn Ben                          |            |
| Cơ quan văn hóa, khu tổ chức sự kiện | Sân vận động thôn Đòn        | Thôn Đòn                          |            |